# Audrey Hepburn
Audrey Kathleen van Heemstra Hepburn-Ruston (Elsene, 4 mei 1929 – Tolochenaz, 20 januari 1993) was een in België geboren half Nederlandse, half Britse actrice, danseres (zoals zij zichzelf liever dan actrice noemde) en speciaal VN-ambassadeur van het United Nations Children's Fund (Unicef). In de jaren vijftig en zestig van de twintigste eeuw was ze een stijlicoon. Zij won één Oscar en werd daarna nog vier keer genomineerd. 
Ze won in 1953 voor haar vrouwelijke hoofdrol in Roman Holiday een Oscar, een BAFTA Award en een Golden Globe. Hepburn is daarmee de eerste actrice die deze drie filmprijzen kreeg voor dezelfde vertolking. In totaal werden haar drie BAFTA's toegekend, een record voor vrouwen, en werd ze vijf keer genomineerd voor een Oscar. Ze is een van de weinigen die een Oscar, een BAFTA, een Emmy en een Tony Award kregen. Daarnaast ontving ze de Cecil B. DeMille Award, de Screen Actors Guild Life Achievement Award, de Special Tony Award en in 1992 een BAFTA Lifetime Achievement Award. Bekende hoofdrollen had ze in de films Sabrina (1954), The Nun's Story (1959), Breakfast at Tiffany's (1961), Charade (1963), My Fair Lady (1964), Wait Until Dark (1967) en andere.

## Biografie

### Jeugd in België (1929-1935)
Hepburn werd in het Belgische Elsene geboren als Audrey Kathleen van Heemstra Ruston. Ze was een dochter van de Britse bankier Joseph Anthony Ruston en de Nederlandse Ella barones van Heemstra. Zij kreeg hierdoor de Britse nationaliteit.
De vader van Hepburn, Joseph Victor Anthony Ruston, was een in 1889 in Bohemen (Tsjechië) geboren zoon van een Engelse vader en een Duitse moeder. Tijdens zijn huwelijk met Ella van Heemstra veranderde hij zijn geslachtsnaam in Hepburn-Ruston. Hierbij kregen de kinderen uit het gezin ook de naam Hepburn toegevoegd. Eind 1928 verhuisde het echtpaar met hun twee kinderen van België naar Londen, waar ze een appartement huurden in de wijk Mayfair. In februari 1929 kreeg Ruston een baan aangeboden bij een verzekeringsmaatschappij in Brussel. Vervolgens vestigde het gezin zich in Elsene.
Hepburns moeder was een dochter van Aarnoud van Heemstra, voormalig burgemeester van Arnhem en gouverneur van Suriname en afkomstig uit een adellijk Fries geslacht. Hepburn had twee halfbroers, Alexander en Ian Quarles van Ufford, uit het eerste huwelijk van haar moeder met de Nederlandse aristocraat Hendrik Gustaaf Adolf Quarles van Ufford.
Hepburn bracht haar eerste levensjaren door in de Keienveldstraat 48 te Elsene. Toen ze bijna twee was, verhuisde het gezin kortstondig naar de Elsensesteenweg 311 en naar de Bronstraat 99 in Sint-Gillis. Vanaf januari 1932 woonde het gezin in een villa in het landelijke Linkebeek (nu Beukenstraat 129). Tijdens deze Brusselse kinderjaren ging ze soms met haar moeder naar balletten en concerten. Thuis werd zij Adriaantje genoemd.

### Jaren in Engeland (1935-1940)
Haar ouders verhuisden naar Londen en verbonden zich daar aan de British Union of Fascists (BUF). Audrey en haar broers werden bij hun grootouders achtergelaten die in Velp woonden in villa Beukenhof (Rozendaalselaan 32). Haar vader zamelde in Londen geld voor de BUF in en haar moeder was redactrice voor het partijorgaan van de BUF, The Blackshirt. In die hoedanigheid woonde Ella van Heemstra in 1935 de Reichsparteitag bij in Neurenberg, waarbij zij met Adolf Hitler kennismaakte.
Na vele ruzies tussen haar ouders, waarbij Audrey astma ontwikkelde en last kreeg van angstaanvallen, scheidden zij in 1939. Haar moeder woonde toen al enkele jaren in Nederland, terwijl Audrey bij haar vader in Londen verbleef en in 1937 door haar vader met instemming van haar moeder op een privéschool in Elham in Kent werd geplaatst. Daar kreeg zij door haar begeleidster belangstelling voor dansen. Balletlessen volgde zij in Folkestone.

### Verblijf in Nederland tijdens de Tweede Wereldoorlog (1940-1945)

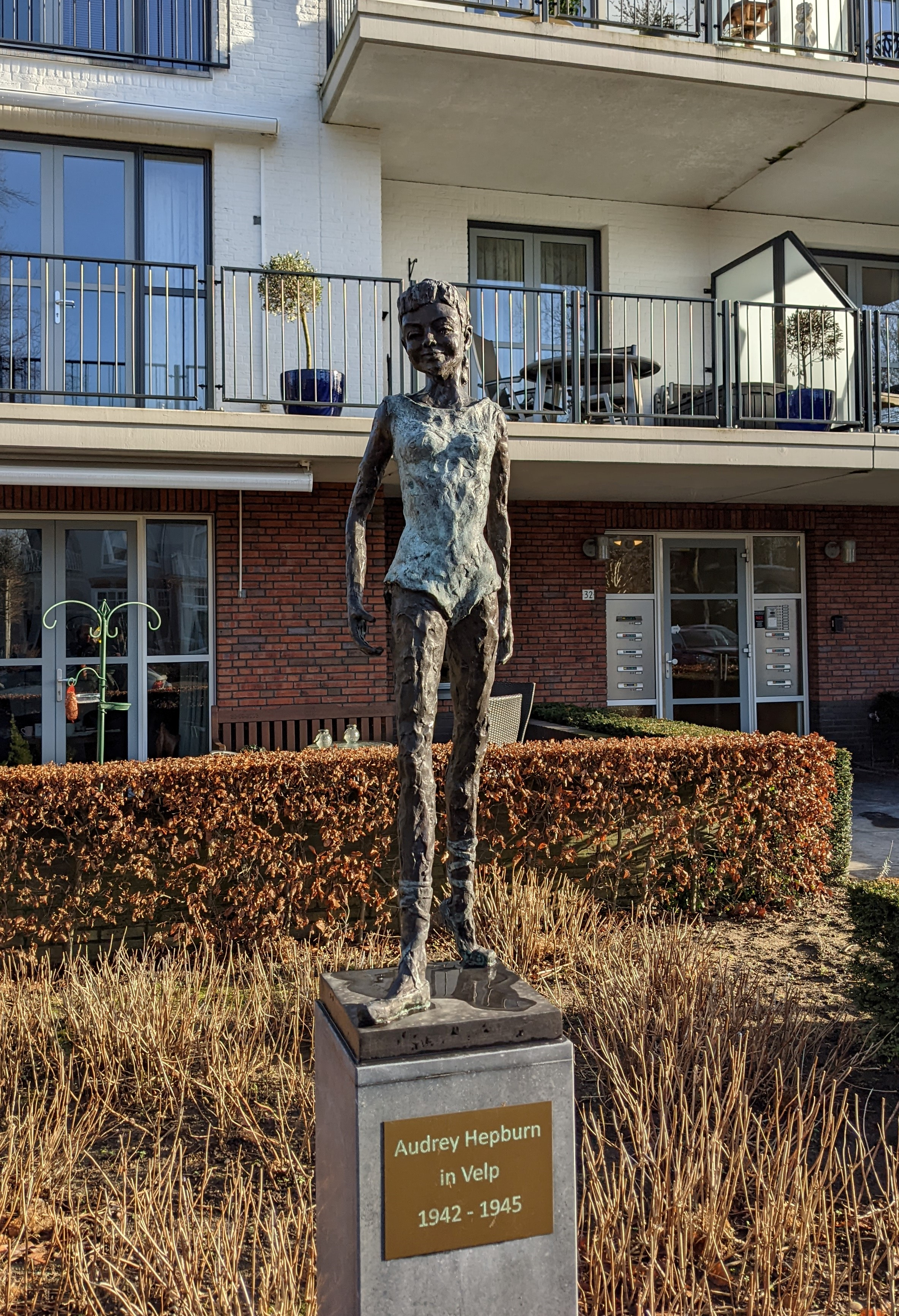
Standbeeld voor Hepburn in Velp

Na de inval in Polen in september 1939 en de daaropvolgende Britse oorlogsverklaring aan Duitsland werd Audrey door haar moeder naar Nederland gehaald in de verwachting dat het neutrale Nederland buiten de oorlog zou blijven en zorgde ervoor dat zij de Nederlandse nationaliteit kreeg. Haar vader, inmiddels een volleerd Duits geheim agent, werd door de Britse geheime dienst MI5 in de gaten gehouden en verdween uit het zicht.
Audrey, die nu door haar moeder op school werd ingeschreven als Edda van Heemstra ging in Arnhem naar de 5e klas van de Openbare Lagere School nr. 21 en kon zich moeilijk aanpassen aan de Nederlandse taal en gewoonten, maar kreeg deze uiteindelijk redelijk onder de knie.
Het gezin woonde in Arnhem eerst in een eengezinswoning aan Sickeszlaan 7, maar verhuisde al snel naar een ruime bovenwoning aan de Jansbinnensingel 8a. Uiteindelijk woonde Audrey vanaf 1942 bij haar grootouders tot aan het eind van de oorlog in Velp op Villa Beukenhof aan de Rozendaalselaan 32. Audrey maakte in Velp de hongerwinter mee en hielp de lokale huisarts Visser 't Hooft met de gewonden. Zo kwam ze ook in aanraking met het Rode Kruis waar ze later naar refereerde toen ze ambassadeur werd van UNICEF.
In die tijd gaf ze ook danslessen aan Velpse meisjes en huiskameroptredens. De opbrengst was voor 'het verzet' waarin Velpse huisartsen (o.l.v. Visser 't Hooft) en het Ziekenhuis Velp een belangrijke rol speelden.
Zij zat op de Arnhemse Muziekschool aan de Boulevard Heuvelink 2 van 1939 tot 1945, waar ze balletlessen bij Winja Marova volgde. Tijdens de Tweede Wereldoorlog gaf ze meerdere malen met haar school openbare balletuitvoeringen. Zij weigerde zich aan te sluiten bij de Nederlandsche Kultuurkamer, waardoor zij uitgesloten was van deelname aan openbare balletuitvoeringen.
Haar moeder achtte het niet langer nodig om haar dochter achter de naam Edda te verbergen, waardoor zij vanaf toen de zeer Engels klinkende naam Audrey Hepburn-Ruston mocht dragen.
Over de oorlogsperiode schreef een van haar biografen, Barry Paris, dat zij koerierstaken zou hebben vervuld en heimelijk hebben gedanst voor publiek om geld voor het verzet in te zamelen. Het Airborne Museum in Oosterbeek concludeerde in 2016 dat er geen enkel bewijs was voor de bewering dat Hepburn voor het verzet actief was geweest.
Zij heeft een aantal op het dorp in de buurt neerstortende V1's meegemaakt, die relatief veel slachtoffers en zware schade veroorzaakten. Ook alle troepenverplaatsingen via de Hoofdweg, en in de tweede helft van de oorlog de vestiging van verschillende diensten vanuit Den Haag in geconfisqueerde villa's rondom haar woning, de bommen- en granaatregens over het dorp, de continue dreiging van inbeslagname van de woning, het veelvuldig moeten vluchten naar de schuilkelder. Ook was zij, volgens eigen zeggen, ervan getuige dat een aantal willekeurige burgers 'tegen de muur werden gezet' (gefusilleerd), terwijl zij en medeburgers op een afgesloten deel van de straat moesten toekijken. Zij was in 1944 slachtoffer van een razzia, waarbij meisjes door de Grüne Polizei werden opgepakt voor werk in de Duitse keukens, maar wist te ontsnappen, waardoor zij doodsbang een maand in de kelder van haar woning doorbracht. Hepburns halfbroer Ian Quarles van Ufford was eveneens na een razzia opgepakt en in Berlijn tewerkgesteld in een Duits werkkamp.
Na de landing van de geallieerden in Normandië op D-Day werden de levensomstandigheden moeilijker, doordat Arnhem zwaar werd getroffen door de gevechten tijdens Operatie Market Garden. Zij maakte mee, dat Velp regelmatig zwaar onder vuur kwam te liggen door beschietingen vanuit de lucht op alles wat door de Britse vliegers als doel werd gezien, waarbij geen onderscheid werd gemaakt tussen Duitsers of gewone burgers, en waarbij zij, volgens eigen zeggen, een keer onder een Duitse tank werd geduwd en daardoor aan een kogelregen, en de dood, ontkwam.
Gedurende het laatste jaar van de oorlog kwam voedselhulp, via distributie, op gang dat door het neutrale Zweden werd geleverd en met Zweedse schepen was aangevoerd. Audrey Hepburn was echter toen al zo verzwakt, dat zij niet meer kon dansen of danslessen kon geven. Naar eigen zeggen kreeg zij in de Tweede Wereldoorlog last van acute bloedarmoede, ademhalingsproblemen en oedeem.
Tegen het eind van de oorlog was zij echter, mede door haar familie die haar meer te eten gaf dan aan henzelf, weer wat opgeknapt.
Na de Bevrijding kwamen de vrachtwagens met hulpgoederen. Hepburn vertelde in een interview dat ze een heel blikje gecondenseerde melk leeg at en misselijk werd van haar eerste maaltijd van hulpvoedsel omdat ze te veel suiker in haar havermoutpap had gedaan. Deze ervaring inspireerde haar later voor Unicef te gaan werken.
Hepburn bracht haar oorlogsjaren onder meer door met het maken van tekeningen, waarvan een aantal zijn gepubliceerd.
Eind oktober 1945 verhuisde Hepburn op instigatie van haar moeder met haar mee naar Amsterdam, waar ze balletlessen mocht nemen bij Sonia Gaskell en toneellessen bij de Engelse acteur Felix Aylmer. Gaskell vertelde in een later interview dat ze het als "haar plicht [beschouwde] haar technisch te ontwikkelen zonder haar persoonlijkheid te schaden: de eigen stijl moest gehandhaafd blijven". Na het overlijden van Gaskells echtgenoot woonde Hepburn enkele maanden bij haar in en verzorgde in haar plaats eigen programma's met eigen muziek, eigen choreografie en eigen kostuums.

#### Overeenkomsten met Anne Frank
In 1991 deed ze de volgende uitspraken:
Ik herinner me nog dat ik meermalen op het station zag hoe wagonladingen Joden werden afgevoerd. Hun gezichten staken boven de rand uit. Ik herinner me heel duidelijk een jongetje dat met zijn ouders op het perron stond. Hij was heel bleek en erg blond met een veel te grote jas die op de trein stapte. Ik was een kind dat naar een ander kind keek.
Hepburn merkte haar overeenkomsten met Anne Frank op:
Ik was net zo oud als Anne Frank. We waren allebei tien toen de oorlog uitbrak en vijftien aan het eind. Ik kreeg het boek als drukproef in het Nederlands van een vriend in 1946. Ik las het en was ontdaan. Dit brengt het teweeg bij wie het voor het eerst leest. Maar ik las het niet als een boek. Dit was mijn eigen leven. ....Het boek heeft me veranderd, zo greep het me aan.
In het Dagboek vond ik een plaats waar ze zegt: 'vandaag vijf gijzelaars doodgeschoten' Dat was de dag dat mijn oom werd doodgeschoten. En in deze woorden van een kind herkende ik wat in mij zat en nog zit. Het was een katharsis voor me. Dit kind dat opgesloten zat tussen vier muren, had een volledig verslag geschreven van alles wat ik had gevoeld en meegemaakt.
Toch heeft Hepburn ook genoten van een deel van haar jeugd. Hepburn zag weer een parallel met Anne Frank:
De wil om te overleven is zo sterk bij Anne Frank. Soms schrijft ze: 'Ik ben zo gedeprimeerd'. Maar daarna verlangt ze ernaar te gaan fietsen. Ze is duidelijk een symbool van een kind in moeilijke omstandigheden, waar ik nu al mijn tijd in stop. Ze overstijgt haar dood.
In 1958 werd Hepburn door de Amerikaanse filmmaker George Stevens de rol van Anne Frank aangeboden in een filmversie over het leven van Anne Frank. Na het lezen van het dagboek van Anne bleek dat zij de rol niet aankon, omdat deze te veel emoties bij haar opwekte. Ze was reeds dertig jaar en kon volgens eigen zeggen niet de rol van een vijftienjarig meisje spelen, ondanks haar nog steeds jeugdige uiterlijk. Ze vond het ook tegenstrijdig als de rol van Anne, die idolaat was van de Hollywood-filmsterren, gespeeld zou worden door een eveneens Nederlands meisje dat nu een Hollywoodster was geworden en ervoor betaald zou krijgen. Voorts worstelde Hepburn nog steeds met het schuldgevoel dat zij voor een Duits publiek had gedanst. Tijdens haar ontmoeting met Otto Frank, de vader van Anne, in Zwitserland in 1957 had zij al te kennen gegeven een filmrol van Anne niet te kunnen spelen.

#### Uitwerking van de oorlog
In een televisie-interview in 1983 met Henk van der Meijden deed zij op de vraag welke herinneringen zij had aan de oorlog de uitspraak: 'Heel veel; mijn hele leven is door die herinneringen gevormd'. Deze heftige gebeurtenissen vormden haar manier van reageren op vragen tijdens interviews, waarin ze op afgepaste wijze antwoorden gaf.

### ‘Verzetsactiviteiten’
Over Hepburn werd veelvuldig beweerd dat ze, evenals Ella van Heemstra, tijdens de Tweede Wereldoorlog actief zou zijn geweest in het verzet. Een voorbeeld is dat Hepburn tijdens de Slag om Arnhem zou hebben geholpen bij de evacuatie van Britse militairen naar bevrijd gebied. Biograaf Barry Paris verwerkte dit soort niet onderzochte en hardnekkig rondgaande berichten in zijn boek ‘Audrey Hepburn’.
Na grondig onderzoek in 2016 door het Airborne Museum in Arnhem naar de verzetsactiviteiten van Van Heemstra en Hepburn, is uit niets gebleken dat zij in het verzet actief waren.

Wel is bekend:
- dat Hepburn in opdracht van de arts Hendrik Visser ’t Hooft (spil in het verzet in Velp en omgeving) de Oranjekrant (verzetskrant, die uit flinterdunne blaadjes bestond) rondbracht. Zij verstopte die tijdens het rondbrengen in haar sokken en klompen;
- dat Hepburn briefjes met boodschappen vanuit het verzet naar onderduikadressen en in de bossen rond Velp gestrande Britse militairen bracht;
- dat Hepburn samen met Ella verbanden maakte van oude kleding en gebruikte verbanden uitkookte voor hergebruik in tot hospitaal ingerichte scholen;
- dat de familie Van Heemstra een in de kelder van villa Beukenhof ondergedoken Britse militair van voedsel voorzag, inclusief de op dat moment 36 ondergebrachte ontheemde vluchtelingen uit het gebombardeerde Arnhem;
- dat beiden deelnamen aan clandestien georganiseerde culturele ‘zwarte avonden’[20], waarbij geld voor het verzet werd ingezameld. Hepburn gaf daarbij dansvoorstellingen en Van Heemstra maakte toneelkostuums.

Na de bevrijding werkte Van Heemstra samen met Hepburn enige tijd als vrijwilligster in een Arnhems ziekenhuis, om daar gewonde militairen te verzorgen.

### Begin van een carrière en doorbraak op Broadway (1945-1953)
Na de oorlog speelde ze op achttienjarige leeftijd een rolletje als KLM-stewardess in Nederlands in zeven lessen. De regisseur van deze Nederlandse film uit 1948, Charles Huguenot van der Linden, zou later beweren dat hij de ontdekker is geweest van Hepburn. Hij hield haar zes maanden onder contract in de hoop haar te casten in een grote film. Een kans deed zich niet voor en Hepburn besloot daarop Amsterdam in te ruilen voor Londen.
Hepburn verhuisde samen met haar moeder naar Londen, waar ze balletles nam. Ze had altijd al een passie voor ballet en wilde het in deze wereld maken. Maar door geen enkele auditie werd ze geselecteerd. Het liep uit op kleinigheden in revues, films en nachtclubs. Ze werkte toen ook als model en begon in 1951 met acteren in speelfilms - naar eigen zeggen slechts om de rekeningen te betalen. Al gauw sleepte ze haar eerste hoofdrol in de wacht in Nous irons à Monte Carlo (1952). Tijdens een opname in Zuid-Frankrijk werd ze opgemerkt door de schrijfster Colette, die haar wilde als hoofdrol in het door haar geschreven stuk Gigi.

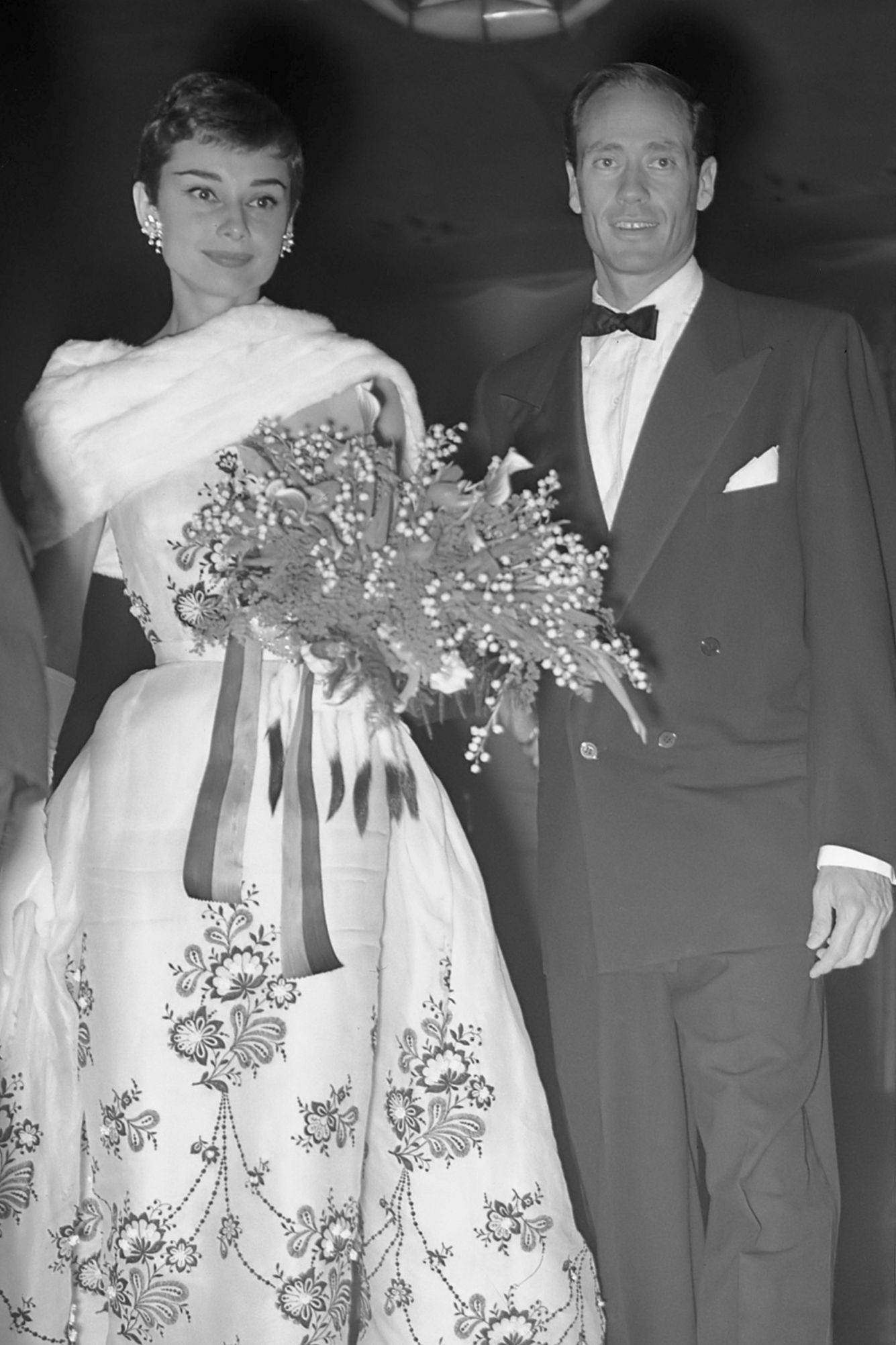
Audrey Hepburn met haar eerste echtgenoot Mel Ferrer tijdens een avond in het Amsterdamse Theater Tuschinski op 2 november 1954. Hepburn draagt een creatie van het Franse modehuis Givenchy.

### Filmster in Hollywood (1953-1967)
Na een succesvolle reeks op Broadway, deed Hepburn auditie voor de film Roman Holiday. Eerst werd de rol van prinses toebedeeld aan Elizabeth Taylor, maar door contractuele problemen moest zij de film laten schieten. De tegenspeler van Hepburn, Gregory Peck, had tijdens de opnames door dat hij tegenover een natuurtalent stond. Hij kreeg gelijk, want Hepburn ontving voor deze eerste Hollywoodrol meteen een Oscar voor beste actrice. Voor die prijs zou ze gedurende haar carrière nog viermaal genomineerd worden. Het lied Moon River, dat ze zong in de film Breakfast at Tiffany's, won in Hepburns uitvoering een Oscar voor beste originele lied. De toonsoort was wel aangepast wegens haar beperkte zangkwaliteiten. Hepburns zangstem in My Fair Lady werd voor het overgrote deel overgenomen door de Amerikaanse sopraan Marni Nixon. Hepburns moeder speelde een figurantenrol in de film Funny Face, als klant van een cafeetje.
Als een van Hollywoods populairste publiekstrekkers schitterde Hepburn op het witte doek naast onder anderen Gregory Peck, Humphrey Bogart, William Holden, Mel Ferrer, Peter Fonda, Fred Astaire, Gary Cooper, Maurice Chevalier, Anthony Perkins, Peter Finch, Burt Lancaster, George Peppard, Cary Grant, Rex Harrison, Peter O'Toole, Albert Finney, Sean Connery, James Mason en Ben Gazzara.

### Latere jaren (1967-1993)

Ronald Reagan in gesprek met Audrey Hepburn en Robert Wolders in 1981

Vanaf 1967, na zestien zeer succesvolle jaren als actrice, nam Hepburn gas terug en verscheen ze nog maar af en toe in een speelfilm. Haar laatste film werd in 1988 opgenomen, net voordat ze benoemd werd tot speciaal ambassadeur van Unicef. Naar eigen zeggen ging ze voor Unicef werken uit dankbaarheid voor de noodhulp die ze aan het eind van de Tweede Wereldoorlog van de voorloper van deze VN-organisatie ontvangen had. Een andere reden waren eigen ontberingen onder de nazi's. Ze bleef goodwillambassadeur tot aan haar overlijden.
In 1992 kreeg Hepburn van de Amerikaanse president George H.W. Bush de "Presidential Medal of Freedom" als erkenning van haar werk voor Unicef. Ze overleed in haar woonplaats Tolochenaz in het Zwitserse kanton Vaud aan de ziekte Pseudomyxoma peritonei, als gevolg van kanker aan het wormvormig aanhangsel, en is daar ook begraven. De Academy of Motion Picture Arts and Sciences kende haar postuum de Jean Hersholt Humanitarian Award toe voor haar werk op humanitair gebied.

## 'Audrey'
Paul Desmond, saxofonist bij het Dave Brubeck Quartet, schreef in 1954 voor Hepburn, zijn stille liefde, het nummer 'Audrey'. Het nummer kwam uit op de lp Brubeck Time onder het label Columbia Records. In 1977 overleed Desmond aan longkanker, zonder te weten of Hepburn zijn compositie ooit had gehoord. Na het overlijden van Hepburn, nam haar ex-echtgenoot Andrea Dotti contact op met Dave Brubeck met het verzoek het nummer 'Audrey' ten gehore te brengen tijdens de afscheidsceremonie in het gebouw van de Verenigde Naties. Het bleek dat Hepburn elke avond tijdens haar avondwandeling voor het slapen gaan dat ene nummer van de lp via een cassette-afspeler beluisterde.

Het verhaal ‘Paul and Audrey’ in 10 tekeningen van Paul Rogers kwam uit in 2021 in het tijdschrift The New Yorker.

## Stijlicoon
Hepburn was in de jaren vijftig en zestig van de twintigste eeuw een wereldberoemd stijlicoon, mede dankzij de creaties van de Franse couturier Hubert de Givenchy. Ze droeg zijn japonnen zowel in films als privé. Legendarisch in film- en modekringen is de door De Givenchy ontworpen zwarte jurk die ze in combinatie met een halsketting van Roger Scemama aanhad tijdens de beginscène van de film Breakfast at Tiffany's. Ook de witte jurk die ze droeg bij haar bezoek aan het paardenrennen in de film My Fair Lady behoort tot de bekendste filmjaponnen ooit. De Givenchy strikte haar om zijn parfums te promoten. Hepburn is de eerste wereldberoemde filmster die zoiets deed en mogelijk de laatste die zich daar niet voor liet betalen.

## Privé

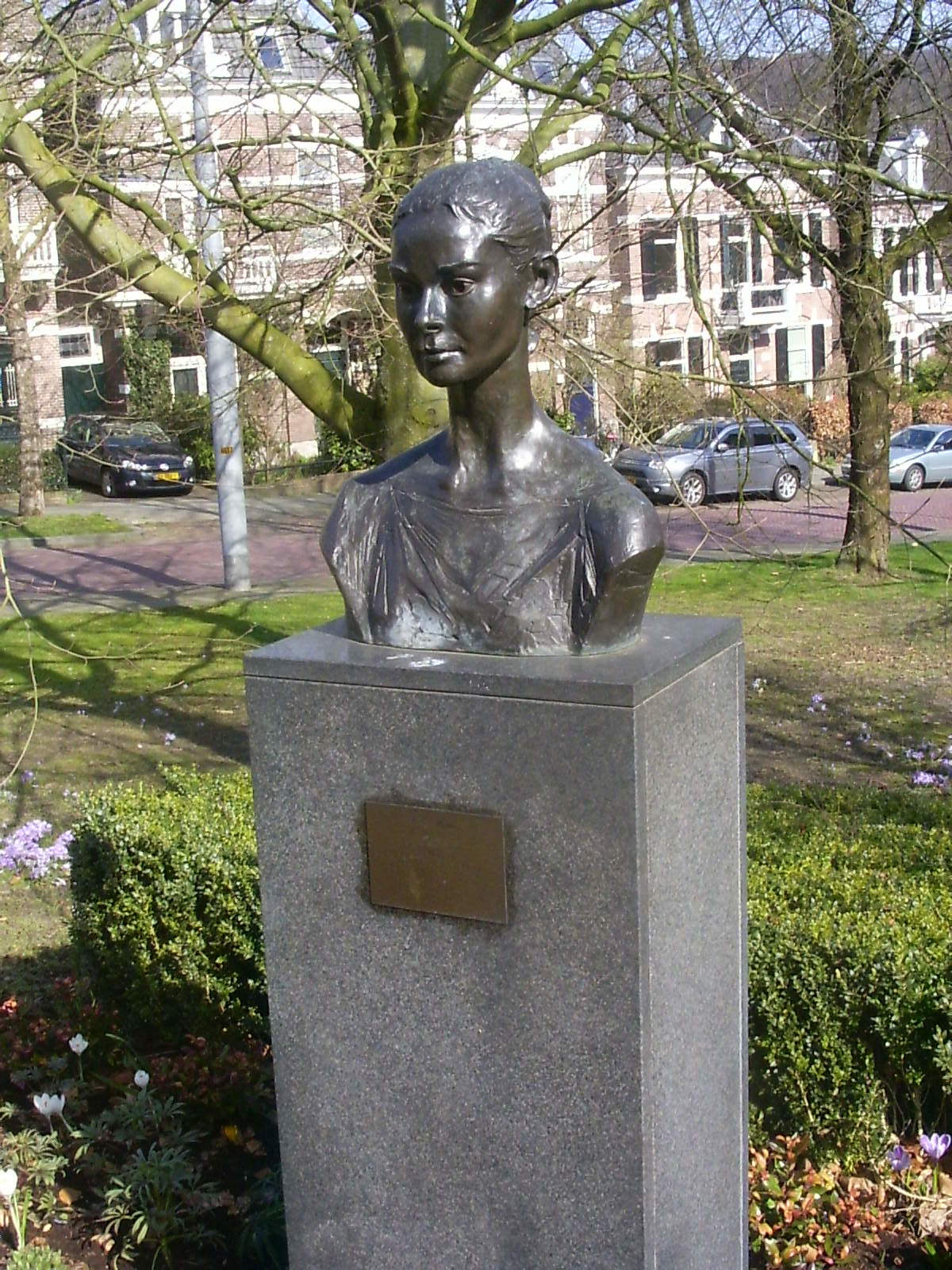
Buste van Hepburn in Arnhem

Hepburn is tweemaal getrouwd. Op 25 september 1954 huwde ze de twaalf jaar oudere Amerikaanse acteur Mel Ferrer. Voor hem was het zijn vierde huwelijk; met zijn eerste echtgenote trouwde hij tweemaal. Op 5 december 1968 werd de echtscheiding uitgesproken. Op 18 januari 1969 trouwde Hepburn met een negen jaar jongere Italiaanse psychiater Andrea Dotti. Het huwelijk werd in 1982 ontbonden. Ze kreeg twee zoons, Sean Ferrer en Luca Dotti. De Schotse schrijver A.J. Cronin was de peetoom van Sean. Ten tijde van haar overlijden was ze de levenspartner van de zeven jaar jongere Nederlandse oud-acteur Robert Wolders, de weduwnaar van filmster Merle Oberon. In 1952 was ze verloofd met James baron Hanson. Hepburn verbrak de relatie in hetzelfde jaar. Als reden voerde ze aan dat een huwelijk met hem tot mislukken zou zijn gedoemd, omdat ze elkaar door haar werk als actrice weinig zouden zien. Hepburn kreeg in haar leven vier miskramen, waarvan een toen ze bij de opnamen van de film The Unforgiven van een paard viel.

## Receptenboek
Dat zij haar deels Nederlandse afkomst niet verloochende, blijkt ook uit dat zij in haar Italiaanse keuken, volgens haar zoon Luca Dotti, behalve Italiaanse gerechten ook Nederlandse gerechten maakte zoals: hutspot, aardappelballetjes, gebakken worteltjes, tomaten-crèmesoep, en chocoladecake met slagroom.

## Eerbewijzen, vernoemingen, tv-film

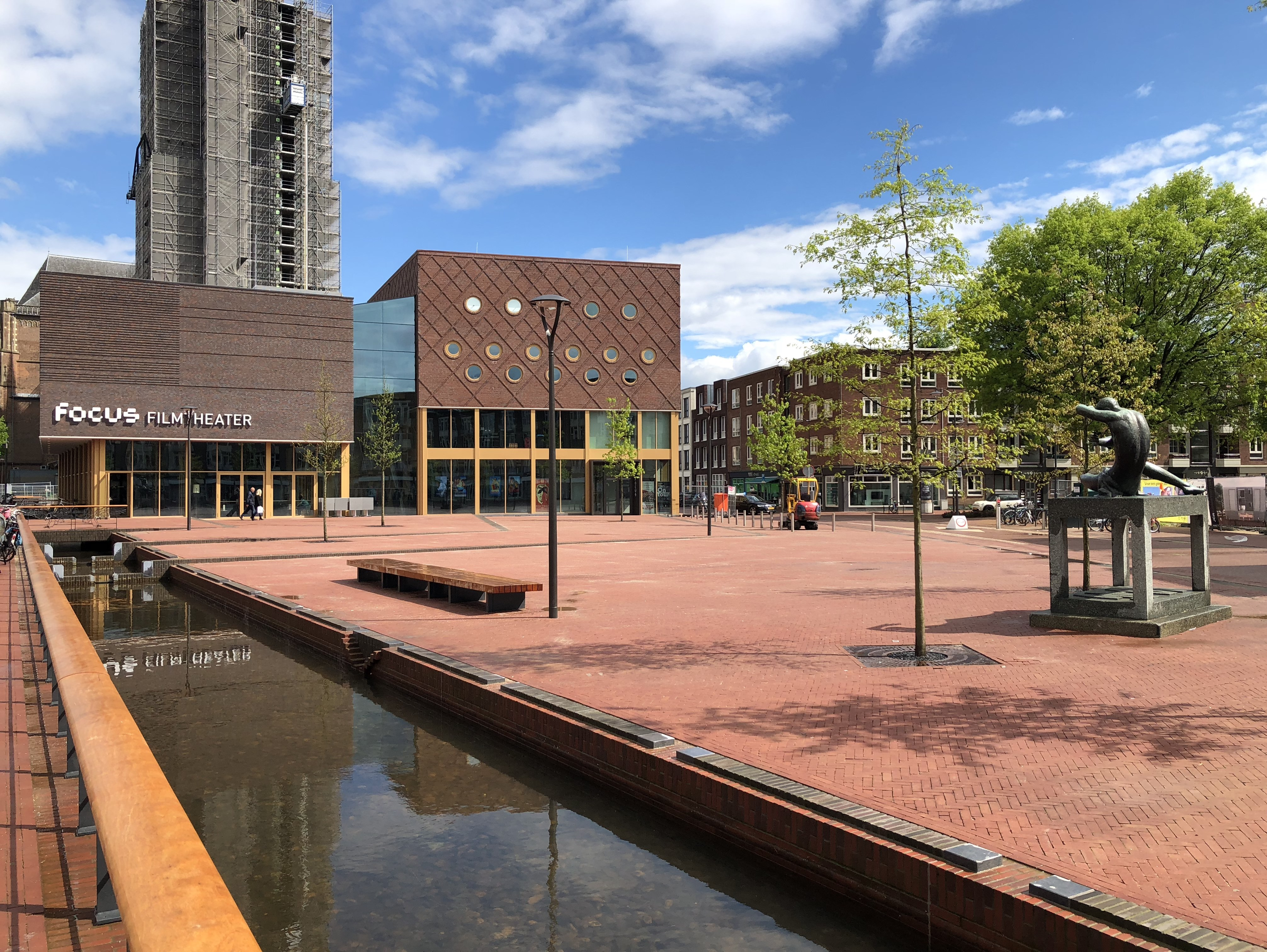
Het Audrey Hepburnplein in Arnhem

Hepburn heeft een ster op de Hollywood Walk of Fame, bij 1652 Vine Street. Door de KLM werd een passagiersvliegtuig naar haar genoemd: de McDonnell Douglas MD-11 met registratie PH-KCE. De gemeente Arnhem vernoemde een plein in de binnenstad naar haar, het Audrey Hepburnplein. Een buste gemaakt door Kees Verkade is sinds 1994 te bezichtigen op het Burgemeestersplein te Arnhem.
Op 14 september 2019 werd in Velp een standbeeld van Audrey Hepburn als jong meisje onthuld. Het standbeeld staat voor het appartementencomplex de Nieuwe Beukenhof, waar haar grootouderlijk huis, villa Beukenhof heeft gestaan. Ook het boek Audrey Hepburn - Het Nederlandse meisje van Robert Matzen werd op deze dag gepresenteerd. Het eerste exemplaar werd uitgereikt aan Luca Dotti, zoon van Hepburn.
In Almere is een straat naar haar vernoemd, in Doorn een laan en in Arnhem een plein. Op de Jansbinnensingel 8 in Arnhem, waar zij tot de oorlog met haar moeder heeft gewoond, is een plaquette aangebracht.
In haar geboorteplaats Elsene/Ixelles is aan het geboortehuis door de Cercle d'Histore Locale d'Ixelles een messing plaquette met de tekst Ici naquit le 4 mai 1929 la comédienne Audrey Hepburn bevestigd en was daar in 2017 een standbeeld van haar gepland.
Een deel van haar leven werd in 2000 voor de televisie verfilmd onder de titel The Audrey Hepburn Story. De rol van Hepburn werd gespeeld door Jennifer Love Hewitt, die ook de productie op zich nam.

## Filmografie
In 1992 ontving zij de BAFTA Lifetime Achievement Award.